# Giorgio Armani (entreprise)
Pour les articles homonymes, voir Giorgio Armani et Armani.
 (septembre 2011).
Giorgio Armani (ou simplement Armani dans le langage courant) est une entreprise de mode italienne, créée par le styliste Giorgio Armani, à Milan en 1975, avec son ami Sergio Galeotti avec un capital de 10 000 $ US.
Le Groupe Armani conçoit, fabrique, distribue et vend au détail des produits mode et style de vie comprenant des vêtements, des accessoires, de la lunetterie, des montres, des bijoux, de l’art de vivre et de l’ameublement ainsi que des parfums et des cosmétiques sous les enseignes suivantes : Giorgio Armani Privé, Giorgio Armani, Emporio Armani, EA7, Armani Collezioni, AJ | Armani Jeans, A/X Armani Exchange, Armani Junior et Armani/Casa.
En 1981, Armani lance trois marques : Emporio Armani, Armani Jeans et Armani Junior.
En 2005, la société s'est lancée dans la haute couture avec Armani Privé. En 2006, le groupe Armani s'est associé avec EMAAR (Société immobilière de Dubaï) pour lancer la chaîne hôtelière de luxe Armani Hotels dans de nombreuses villes comme à Dubaï et Milan.
En 2012, le groupe italien réalise une croissance de 16 % de ses volumes de ventes.
En 2013, Giorgio Armani emploie près de 6 500 personnes et possède 12 usines partout dans le monde, et ses points de vente sont répartis dans 46 pays. Avec un capital de départ de 10 000 $ US net, la société enregistre aujourd’hui plus d’un milliard de bénéfices.
La marque célèbre son 40e anniversaire en 2015.

## Extensions de marque du groupe Armani

### Giorgio Armani / Privé
Créé en 2005, il s'agit de la griffe haute couture de la maison Armani, qui permet à la marque de bénéficier de l’appellation très stricte de « haute couture » uniquement sur cette collection. Les collections Armani Privé sont présentées deux fois par an (janvier et juillet) lors de la Semaine des défilés Haute Couture de Paris. Par la suite, ces mêmes collections sont présentées lors de la Settimana della moda de Milan[source secondaire souhaitée].

### Giorgio Armani
Giorgio Armani est une ligne de prêt-à-porter de luxe pour Hommes et Femmes, ainsi que des accessoires. Elle est disponible dans les boutiques Giorgio Armani et les grands magasins de luxe dans de nombreux pays. Elle propose notamment des costumes sur-mesure.

### Emporio Armani
Emporio Armani est une ligne de prêt-à-porter haut de gamme, elle vise une clientèle plus moderne. Ses produits incluent des lunettes de soleil et de vue, des accessoires et les montres. Elle est distribuée dans les boutiques Emporio Armani depuis 1981 et dans des boutiques multimarques.
À sa création de la marque, son nom fait scandale (« emporio » signifie « bazar » en italien – et non pas « empire »). Elle se distingue des autres marques en ne s'adressant plus simplement aux clients cherchant du prêt-à-porter de luxe mais à tout le monde, notamment aux jeunes, via le streetwear. La campagne promotionnelle vise l’originalité en s’appuyant notamment sur d'immenses affiches collées dans la rue, par exemple à Milan en 1984.

### Armani Collezioni
Armani Collezioni est une ligne de prêt-à-porter premium qui propose des costumes, des tenues de soirée, et des basiques pour la vie de tous les jours. D’inspiration classique, elle vise une clientèle plus senior. Elle pouvait être achetée dans les boutiques Armani Collezioni et en grands magasins.

### Armani Jeans
Créée en 1981 par Giorgio Armani, cette ligne premium moderne propose une collection de jeans et de pièces tendances aux couleurs vives et diversifiés. Cette collection est le plus souvent vendue dans les boutiques Armani Jeans, Emporio Armani et en grands magasins. Elle vise une clientèle de jeunes adultes. En 2010, Megan Fox devient l'égérie publicitaire d'Armani Jeans. En 2011, Rihanna est choisie comme remplaçante de Megan Fox par la marque italienne. Aujourd'hui l'enseigne n'existe plus.

### Armani Junior
Armani Junior est une ligne premium pour les enfants et les adolescents jusqu'à l'âge de seize ans. Elle propose des vêtements et accessoires pour garçons et filles. Disponible en grands magasins et dans les boutiques Armani Junior. Il existe également la sous-marque Armani/Baby pour les bébés.

### Armani Exchange A|X
La ligne Armani Exchange A|X créée en 1991 est la plus accessible en termes de prix du groupe Armani. Elle vise les jeunes clients, adolescents et les jeunes adultes, et se rapproche d'un style « urban chic » et moderne. Les campagnes publicitaires associées à la marque sont assez provocatrices. Les boutiques qui en vendent sont surtout présentes aux États-Unis.

### EA7 / Emporio Armani 7
EA7 est une sous-marque d’Emporio Armani qui est consacrée au sport. Elle propose du prêt-à-porter et des accessoires (chaussures, casquettes, sacs, maillots de bain, skis, snowboards, etc.) pour hommes et femmes.

### Armani / Beauty
C’est la ligne appartenant à L’Oréal qui distribue les cosmétiques et les parfums du groupe Armani. Les cosmétiques sont en vente dans des boutiques partenaires de L’Oréal et sur le site internet.

### Armani / Casa
Lancée en 2000, c’est la ligne d’ameublement et de design d’intérieur de luxe. Mobiliers, objets de décorations, luminaires et une gamme de tissus exclusifs, le tout dans un style élégant et rétro. Il existe aussi les sous-marques Armani/Dada pour les cuisines et Armani/Roca pour les salles de bain.

### Armani / Hotels & Resorts
Depuis 2005, Le groupe Armani s’est lancé dans l’hôtellerie de luxe. Une dizaine d’hôtels et de lieux de séjours sont répartis dans plusieurs villes du monde comme Milan ou Dubaï. Les hôtels sont équipés de terrasses privées, piscines ou encore le service de limousine. Il existe aussi un spa nommé Armani/Spa à Dubaï. Les meubles viennent de la division Armani/Casa et les éléments de décorations florales de la division Armani/Fiori.

### Armani / Ristorante
Giorgio Armani investit également dans l'industrie de la restauration de luxe, avec des restaurants Armani et des Emporio Armani/Caffé. Il existe également Armani/NoBu : un bar et un restaurant à sushi de luxe à Milan en collaboration avec la chaîne de restauration nippone NoBu.

### Armani / Dolci
En 2002, Armani collabore avec le fabricant de chocolat italien Venchi pour créer cette marque de confiserie/chocolaterie qui vend des produits comme des chocolats, confitures, miel, thé, biscuits sablés, marrons glacés, pâtes de fruits et pralines. Des éditions limitée sont créées pour les fêtes comme Pâques, la Saint-Valentin ou encore pour Noël.

### Armani / Fiori
Le service floral exclusif d'Armani est actif depuis 2000 dans les grandes boutiques de fleurs indépendante et d'autres magasins Armani à travers le monde. Les fleurs utilisées pour les arrangements proviennent principalement des Pays-Bas. La marque utilise une large sélection d'orchidées, des fleurs exotiques et tropicales aux côtés des fleurs plus traditionnelles telles que les hortensias, les roses et les pivoines. En outre, Armani / Fiori offre des éléments décoratifs comme des vases, des pots de fleurs, des bougies et des lanternes. Pour ses collections, Armani utilise des matériaux précieux comme l'albâtre, le marbre noir, le bois laqué en forme de cylindres, de cubes et de losanges. Des arrangements floraux spéciaux sont également conçus pour des occasions comme la Saint-Valentin et les collections de printemps. Les compositions florales sont utilisés dans les hôtels Armani.

### Autres
Il existe aussi une librairie Armani / Libri. Des collaborations ont été établies avec des entreprises, avec Samsung, engendrant la sortie d'un téléphone portable et d'une télévision signée Giorgio Armani mais également avec Mercedes : une Classe CLK cabriolet dont l'intérieur a été revu par le couturier italien a été commercialisé, en édition limitée.

## Polémique
L'autorité italienne de la concurrence (AGCM) a annoncé le 16 juillet 2024 l'ouverture d'une enquête concernant la maison de luxe Armani suspectée d'exploiter des travailleurs employés par des sous-traitants chinois. Elle a également précisé que des perquisitions ont eu lieu , avec l'appui de l'unité spéciale anti-trust et de la garde des finances italiennes au siège de Giorgio Armani. Bien que l'entreprise valorise l'artisanat, elle est accusée d'avoir recours à des ateliers employant des travailleurs sous-payés avec des horaires illégaux et des conditions de travail dangereuses. Armani a rejeté ces accusations, affirmant que les cas isolés évoqués ne représentent pas ses opérations globales. L'entreprise, tout en coopérant avec les autorités italiennes, a déclaré que les accusations étaient infondées et qu'elle reste confiante quant à l'issue positive de l'enquête.

## Galerie

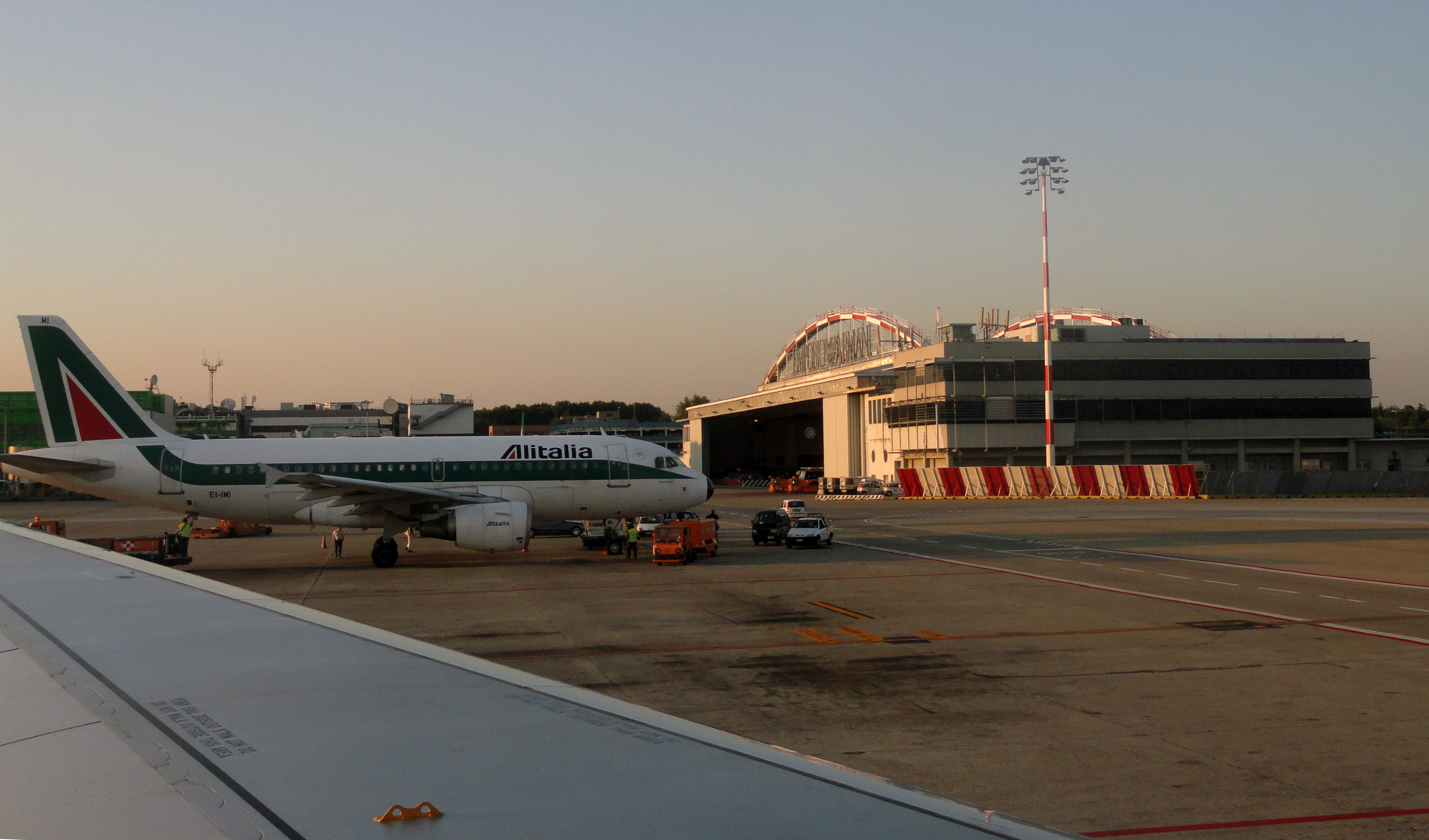
Aéroport de Milan-Linate, hangar Emporio Armani et Alitalia.
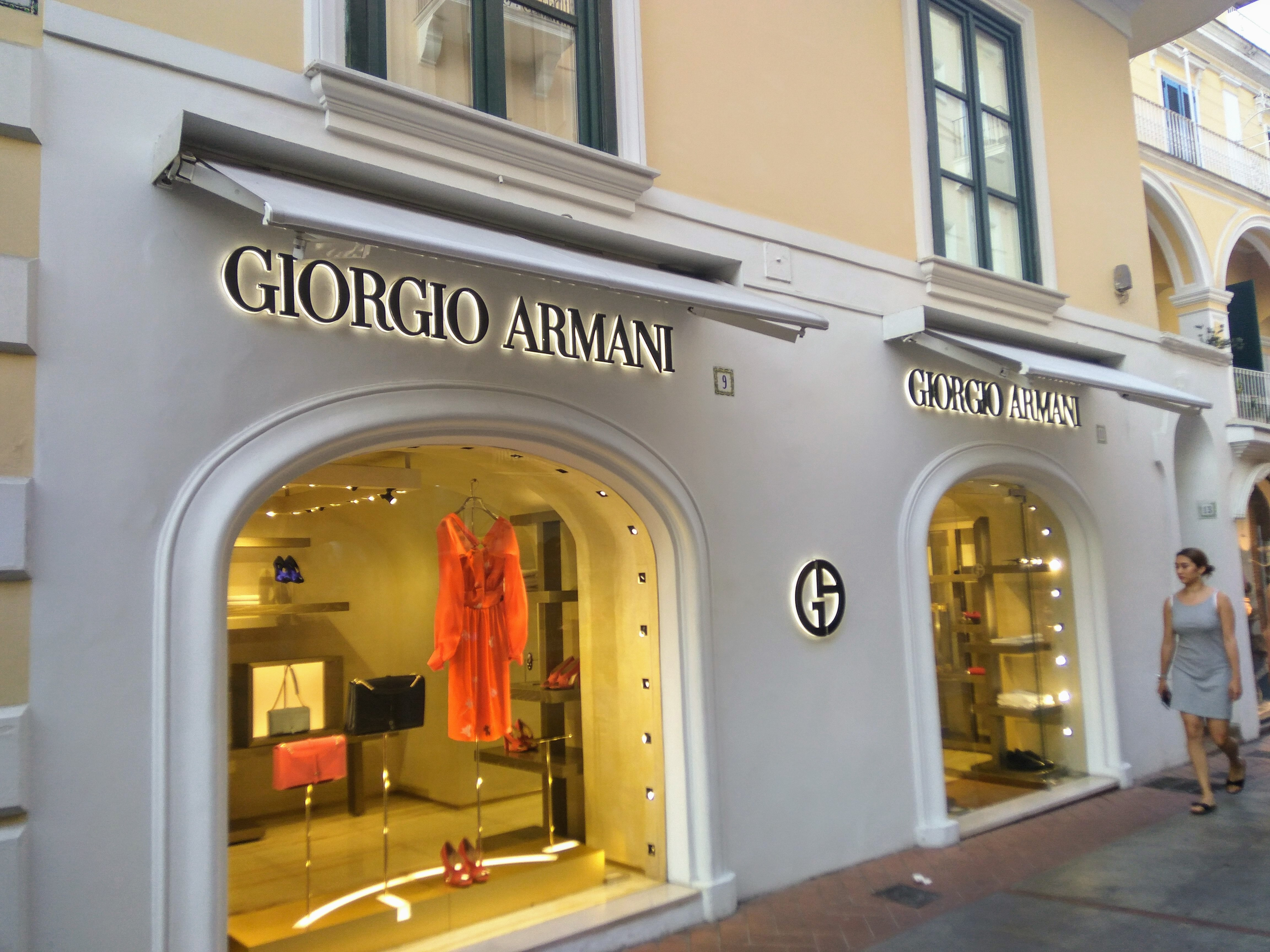
Boutique Giorgio Armani dans la Via Camerelle, île de Capri, Golfe de Naples.
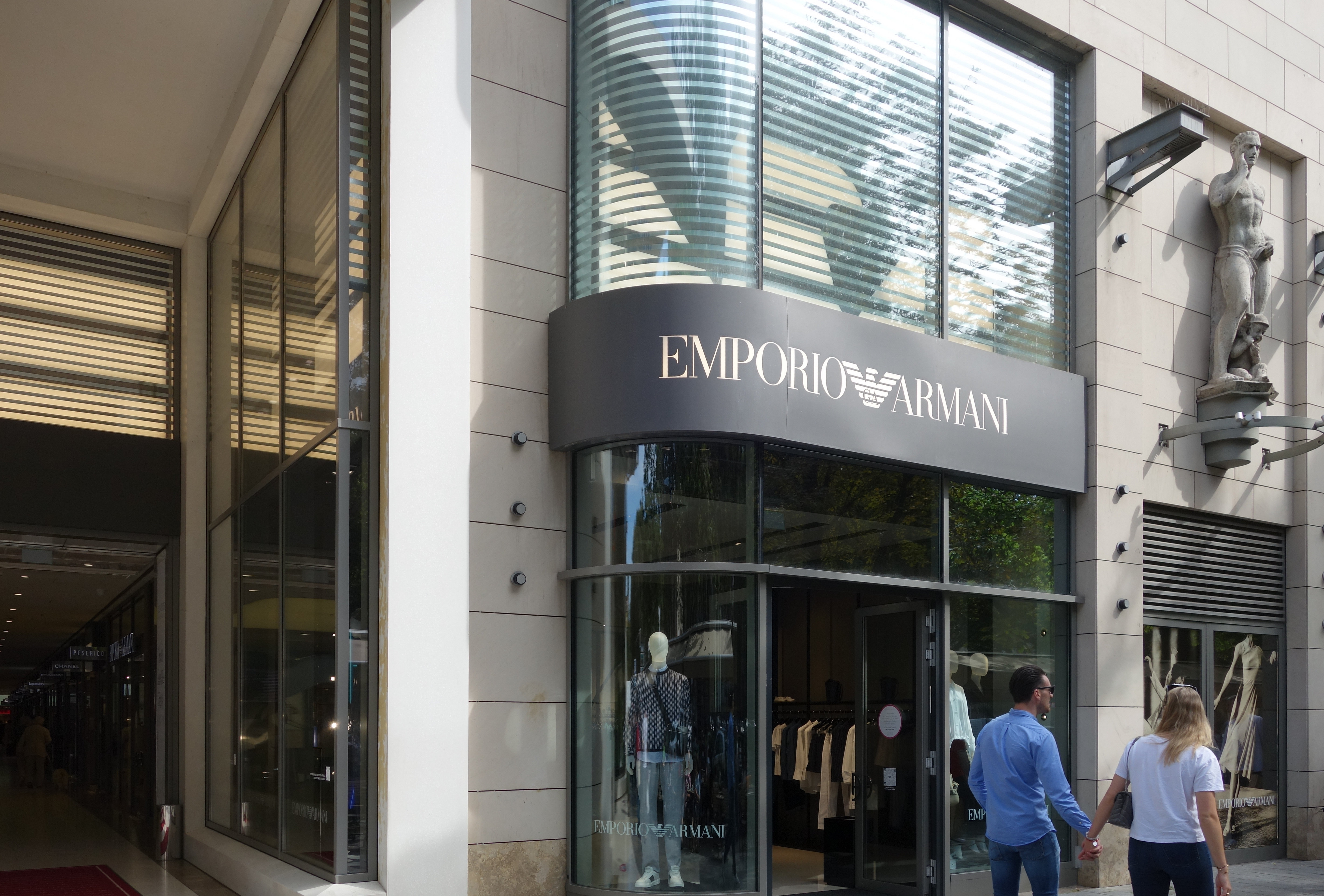
Emporio Armani à Düsseldorf.
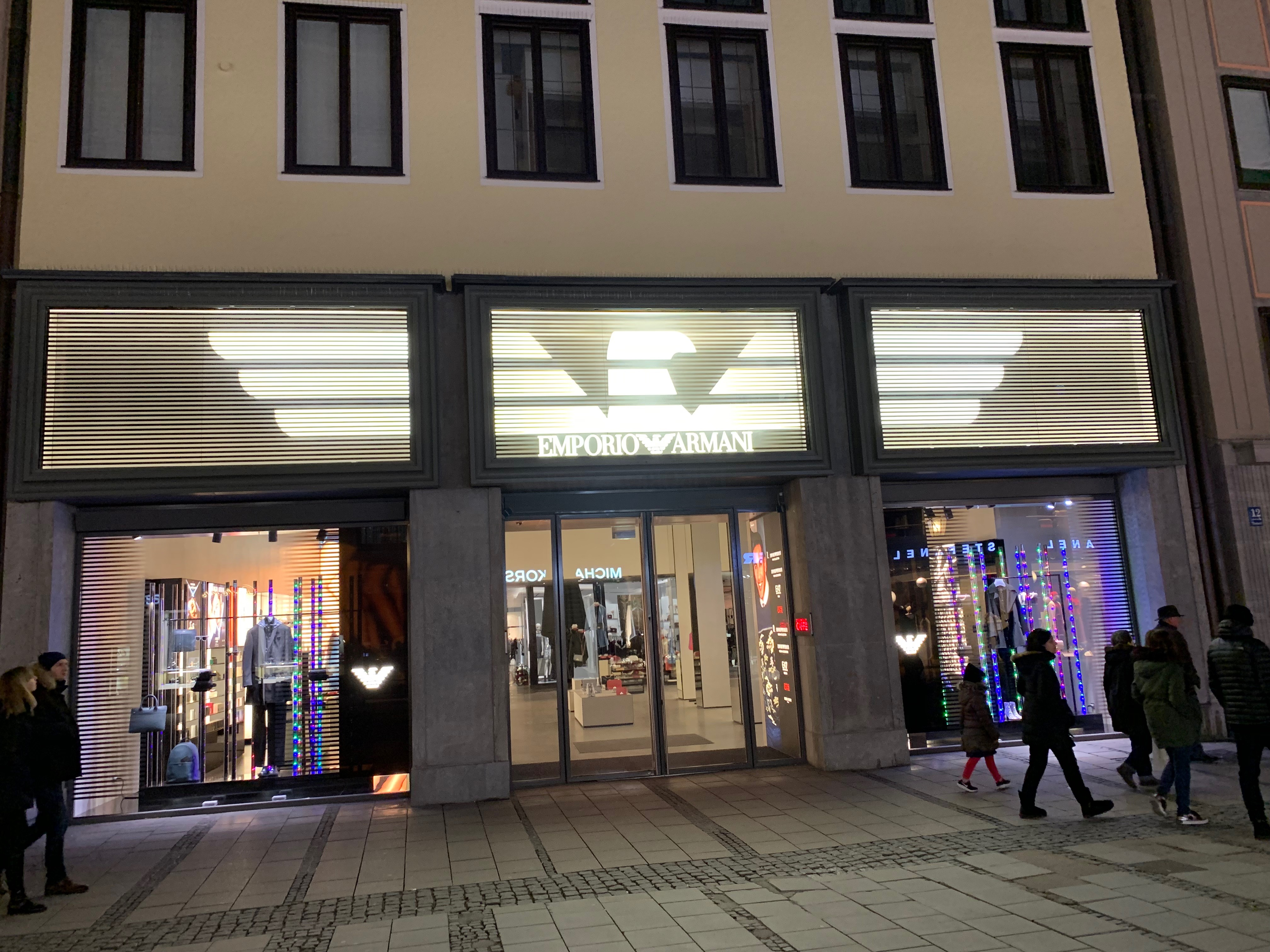
Boutique Armani à Munich.
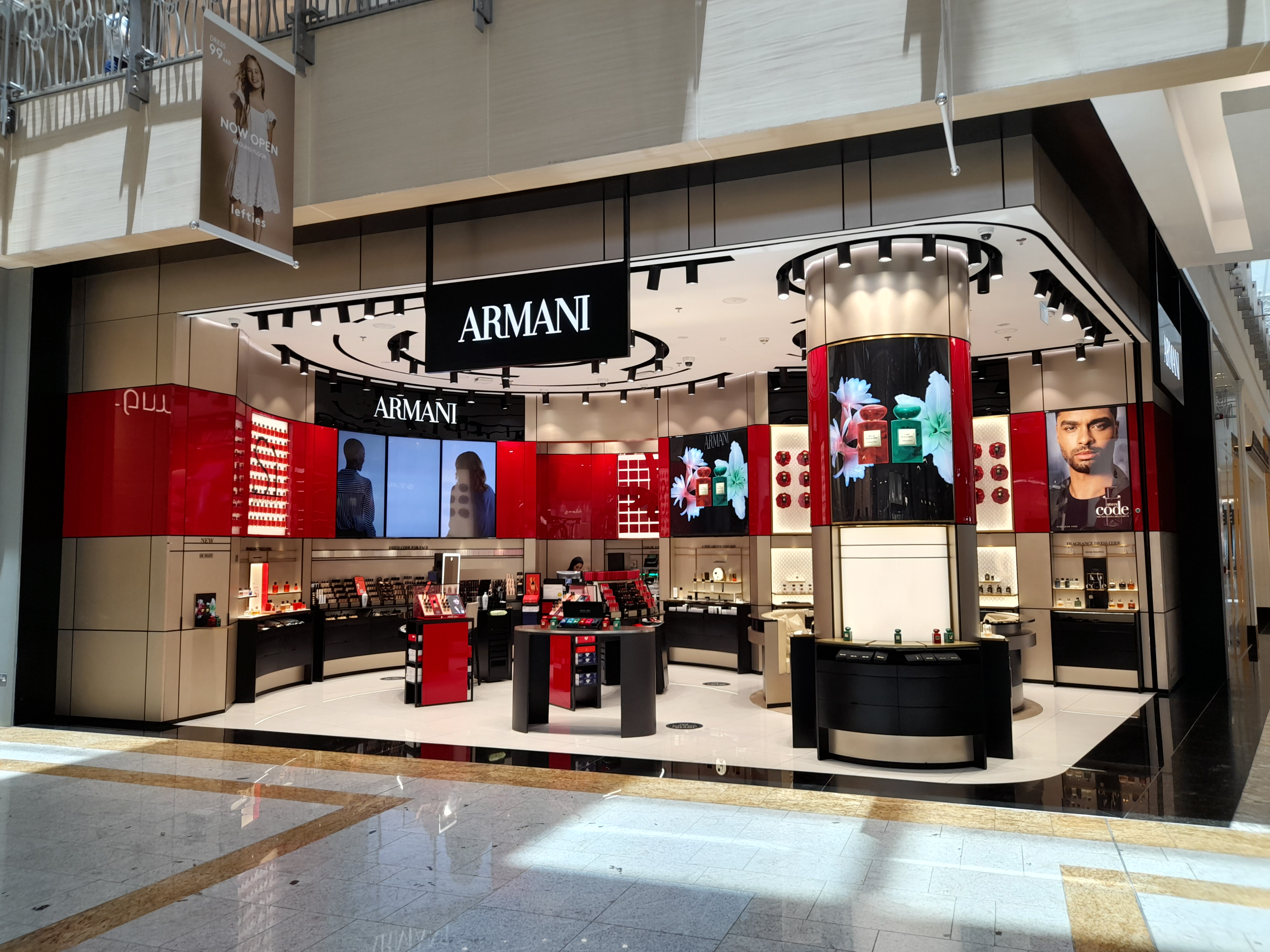
Boutique de la marque de mode Armani dans le centre-ville de Mirdif, Dubaï.
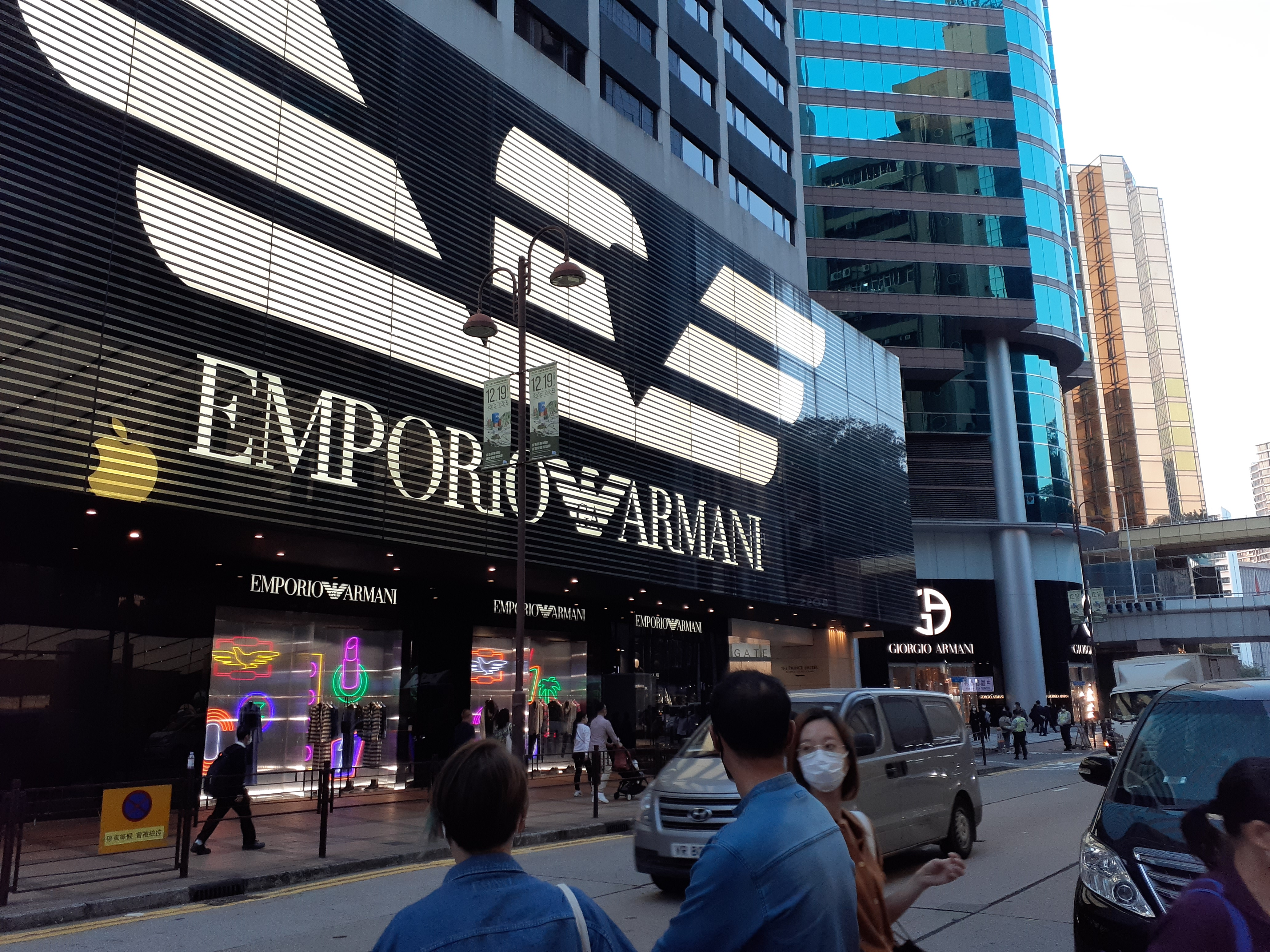
Magasin de vêtements Emporio Armani à Canton Road, Hong Kong.
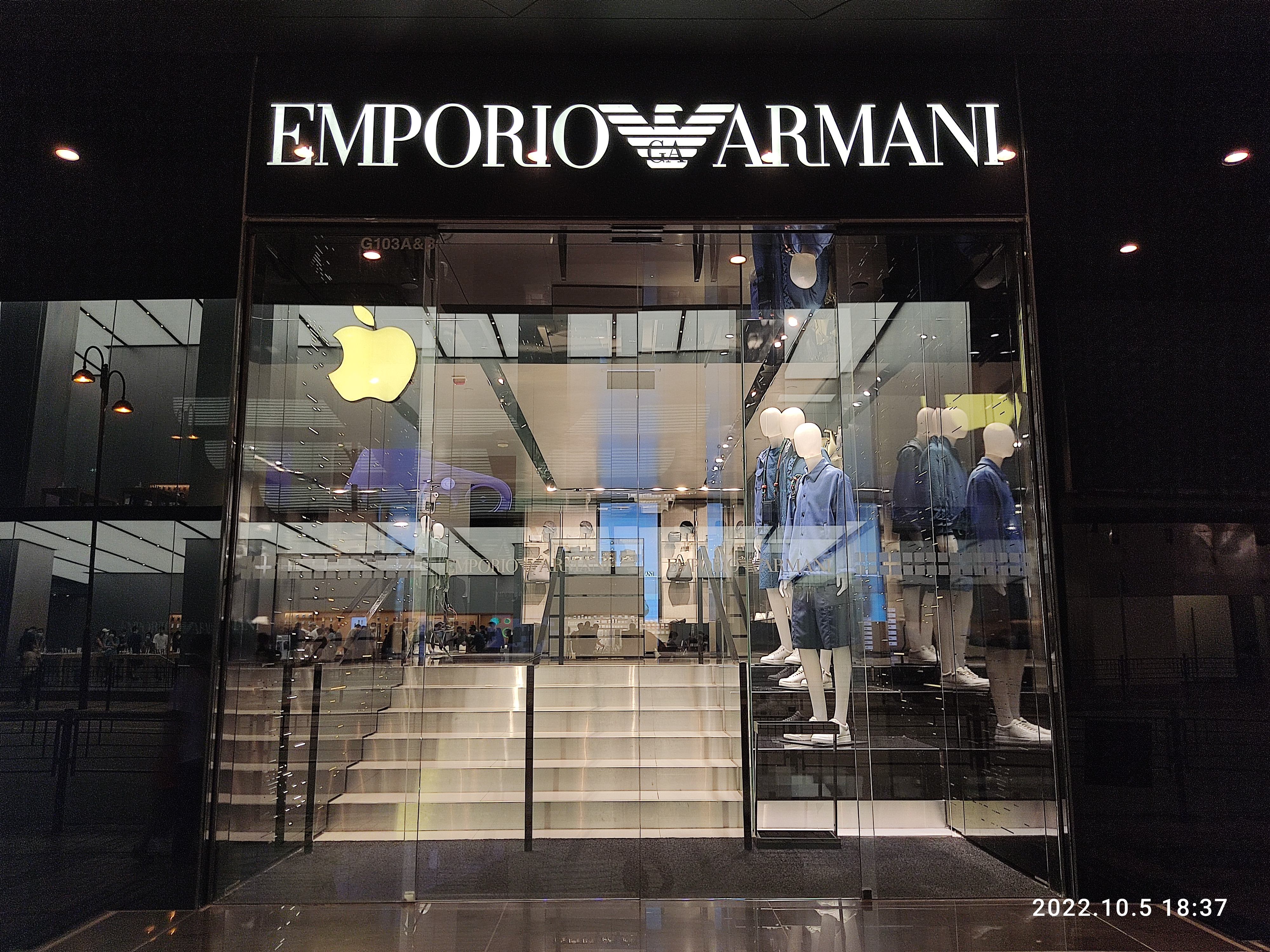
Magasin de vêtements Emporio Armani à Canton Road, Hong Kong.
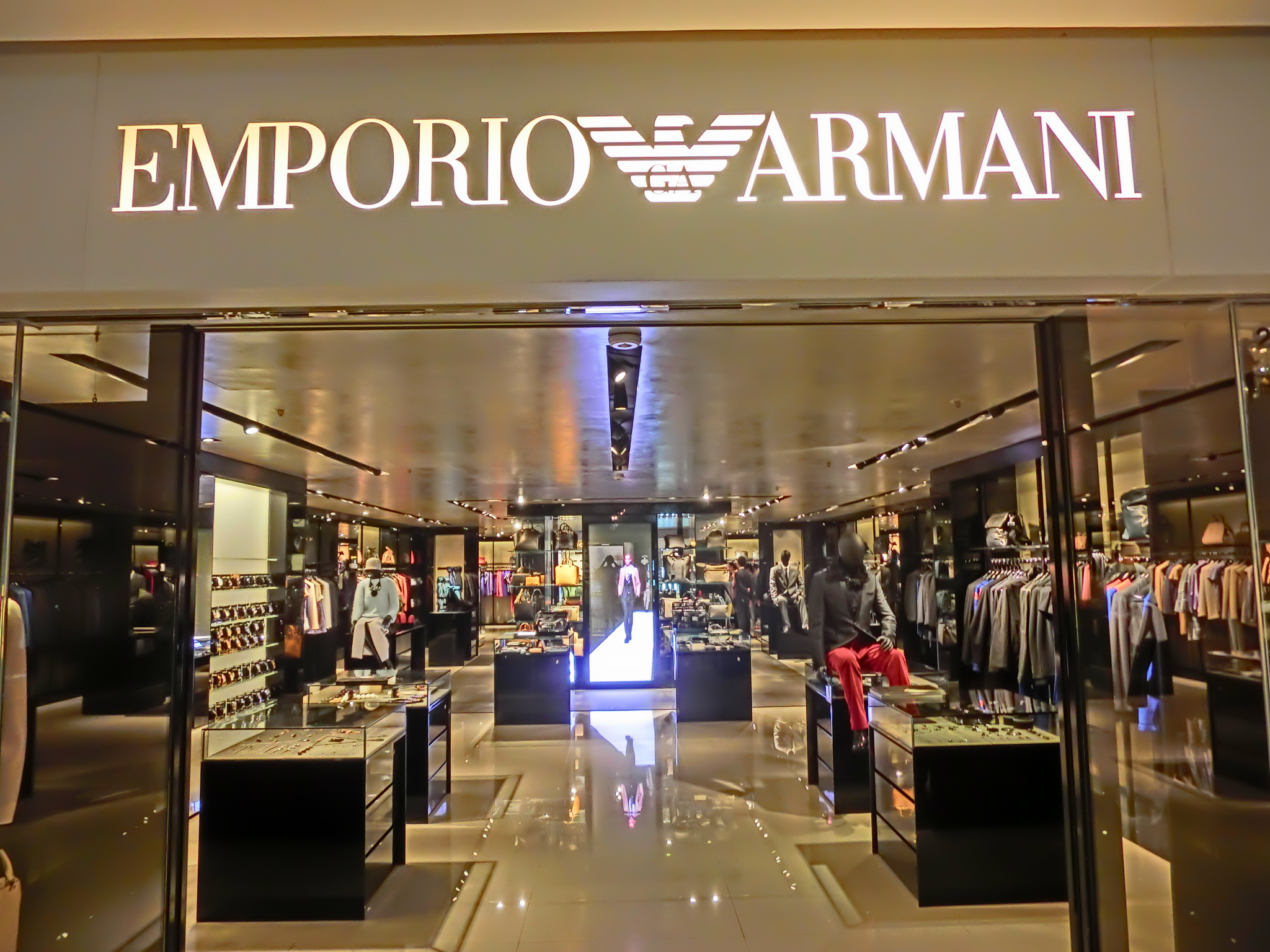
Boutique de vêtements, Pacific Place, Admiralty, Hong Kong.
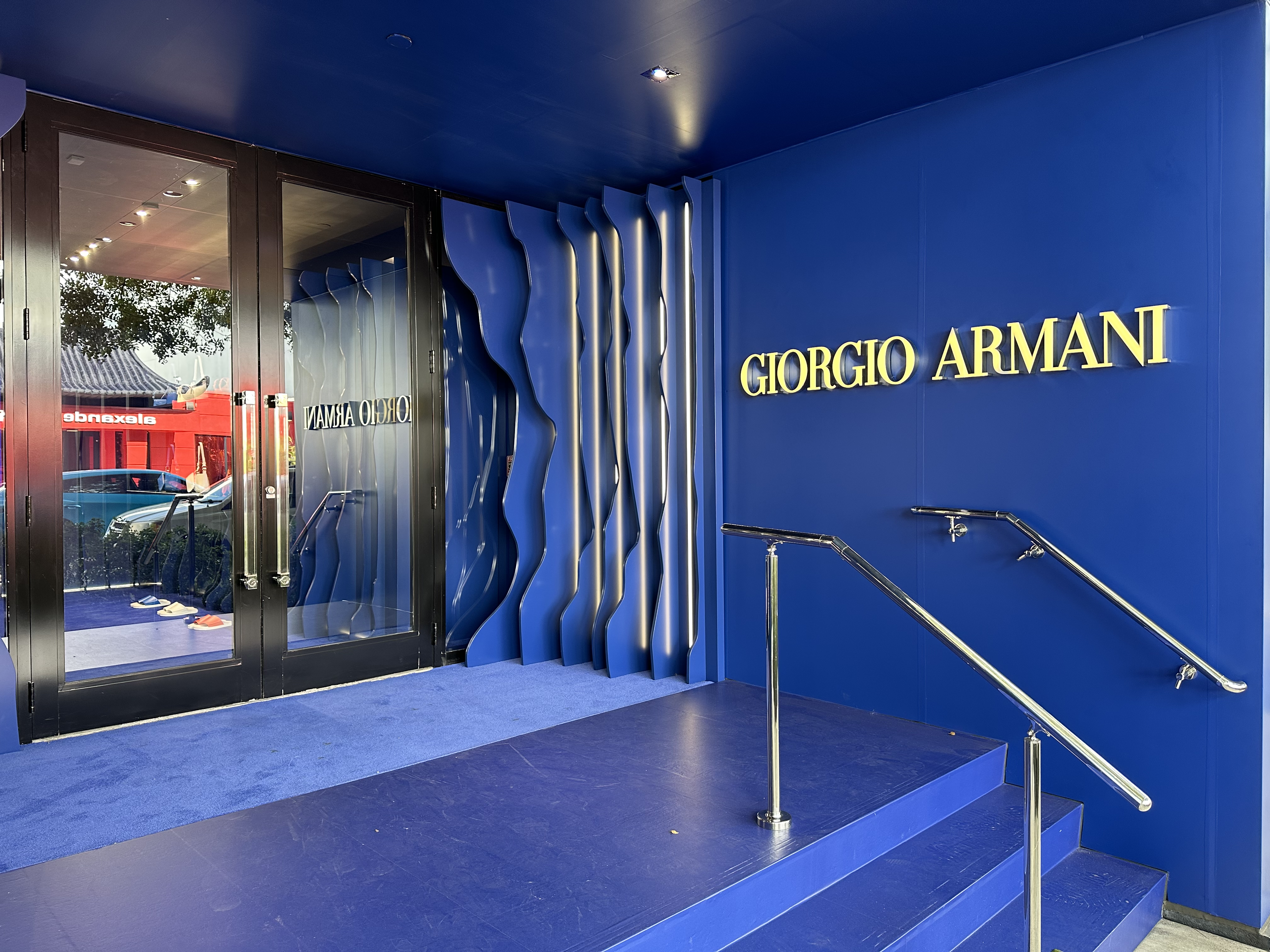
Quartier du design Giorgio Armani à Miami.
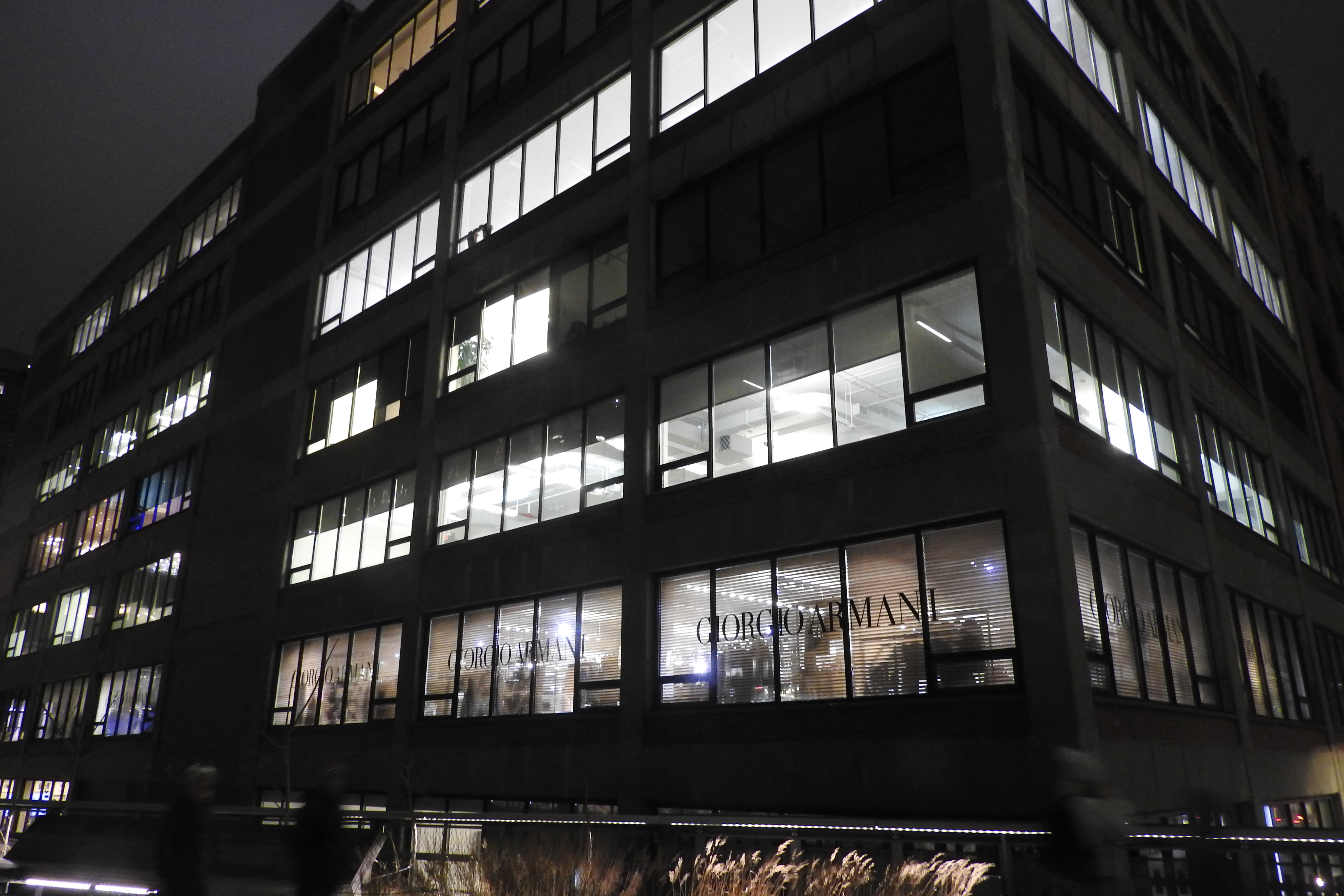
Vue vers l'est sur la High Line à l'arrière d'un bâtiment Armani la nuit.